# 阿哈姆
阿哈姆是德国巴伐利亚州的一个市镇。总面积38.02平方公里，总人口1899人，其中男性954人，女性945人（2011年12月31日），人口密度50人/平方公里。